# 숀 시포스
숀 시포스(Shaun Sipos, 1981년 10월 30일 ~ )는 캐나다의 배우이다.

## 출연 작품
- 리메이닝 (2014)
- 하트 오브 더 컨트리 (2013)
- 텍사스 전기톱 연쇄살인사건 3D (2013)
- 엔터 노웨어 (2011)
- 런어웨이 걸 (2011)
- 라이프 언익스펙티드 (2010)
- 해피 인 더 밸리 (2009)
- 로스트 드림 (2009)
- 스토익 (2009)
- 램페이지 : 더 테러리스트 (2009)
- 로스트 보이 2 : 더 트라이브 (2008)
- 컴백 시즌 (2006)
- 샤크 (2006)
- 그루지 2 (2006)
- 위트와 슬라이 2 (2004)
- 스컬스 3 (2003)
- 데스티네이션 2 (2003)